# Private Road
Private Road è un film del 1971 diretto da Barney Platts-Mills.

## Riconoscimenti
- 1971 - Festival del cinema di Locarno
  - Pardo d'Oro all'opera seconda